# 1988年夏季残疾人奥林匹克运动会瑞士代表团
1988年夏季残疾人奥林匹克运动会瑞士代表团是瑞士派出的1988年夏季残疾人奥林匹克运动会代表团。获得12枚金牌、12枚银牌和11枚铜牌。